# Leslie Huckfield
Leslie J. Huckfield (ur. 7 kwietnia 1942 w Worcestershire) – brytyjski polityk, członek Izby Gmin i Partii Pracy, Poseł do Parlamentu Europejskiego II kadencji, aktywista, pracownik naukowy, Visiting Senior Fellow w Centrum Biznesu i Zdrowia im. prof. M. Yunusa w Glasgow Caledonian University.

## Życiorys
Leslie J. Huckfield ukończył studia na Uniwersytecie Oksfordzkim na kierunku filozofia, polityka i ekonomia. Uzyskał także tytuł magistra urbanistyki i planowania regionalnego na Heriot-Watt University, oraz stopień doktora (PhD) na Glasgow School for Business and Society, na podstawie pracy doktorskiej pt.  „Rozwój polityki i infrastruktura dla przedsiębiorstw społecznych i trzeciego sektora – Porównanie Szkocji, Wielkiej Brytanii i reszty Europy”.
W latach 1967–1983 był deputowanym do brytyjskiej Izby Gmin z okręgu wyborczego Nuneaton. Po raz pierwszy wybrano go w wieku 24 lat. Od 4 kwietnia 1976 do 4 maja 1979 pełnił funkcję parlamentarnego podsekretarza stanu w Departamencie Przemysłu, w rządzie premiera Jamesa Callaghana. Był także rzecznikiem Partii Pracy w latach 1979–83. Od 1984 do 1989 był posłem w Parlamencie Europejskim. 
W 2014 oficjalnie popierał inicjatywę odłączenia się Szkocji od Zjednoczonego Królestwa Wielkiej Brytanii i Irlandii Północnej.